# 8545 Макгі
8545 Макгі (8545 McGee) — астероїд головного поясу, відкритий 2 січня 1994 року.
Тіссеранів параметр щодо Юпітера — 3,538.